# Flagge Kolumbiens

Seekriegsflagge

Handelsflagge

Gösch

Die Flagge Kolumbiens wurde am 26. November 1861 angenommen. Das Design der Flagge wurde durch Francisco de Miranda für Venezuela entworfen und später auch für das durch Simón Bolívar entstandene Großkolumbien angewandt, weswegen auch die Flaggen Venezuelas und Ecuadors demselben Grunddesign folgen.

## Beschreibung und Bedeutung
Die Nationalflagge besteht aus drei horizontalen Streifen in den Farben Gelb, Blau und Rot. Der obere gelbe Streifen ist doppelt so breit wie jeder der beiden unteren Streifen.
Für die Bedeutung der Farben gibt es keine offizielle Beschreibung.
Weithin sind jedoch drei Erklärungsmuster verbreitet:
- Gelb für Souveränität und Gerechtigkeit, Blau für Noblesse, Loyalität und Wachsamkeit, und Rot für Tapferkeit, Ehre, Großzügigkeit und den Blutzoll, der im Kampf um die Unabhängigkeit geleistet werden musste.
- Gelb für universelle Freiheit, Blau für die Gleichheit aller Völker und sozialer Schichten vor Gott und dem Gesetz, und Rot für Brüderlichkeit
- Gelb für große Bodenschätze, Blau für das Wasser der beiden Ozeane, und Rot für das vergossene Blut im Kampf um die Unabhängigkeit.

## Historische Flaggen

1831–1861

Flaggen Großkolumbiens

1819–1820
1820–1821
1821–1830

Flaggen des (unabhängigen) Neugranada
- 1831–1861